# 相生駅 (兵庫県)

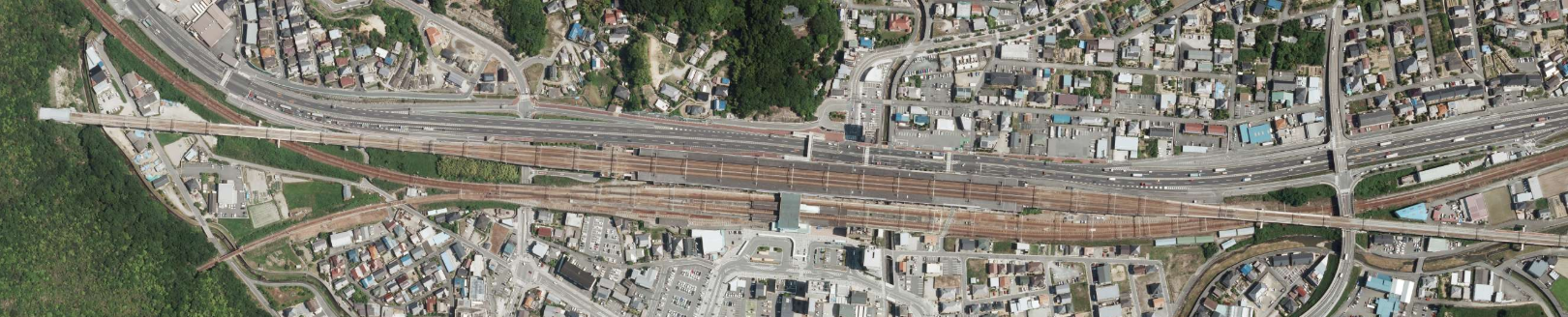
相生駅の航空写真、国土地理院の地図・空中写真閲覧サービスからダウンロードし、トリミングして掲載

相生駅（あいおいえき）は、兵庫県相生市本郷町にある、西日本旅客鉄道（JR西日本）の駅である。事務管コードは▲610623。

## 乗り入れ路線
山陽新幹線、在来線における当駅の所属線である山陽本線、当駅を起点とする赤穂線の合計3路線が乗り入れている。2021年3月現在、赤穂線は山陽本線の姫路方面と運用が一体化されており、全列車が同方面へ直通している一方、日中の山陽本線上郡方面からの列車は当駅で折り返す。

## 歴史

### 年表
- 1890年（明治23年）7月10日：山陽鉄道竜野駅 - 有年駅間の開通と同時に[13]、那波駅（なばえき）として開業[1][3]。
- 1906年（明治39年）12月1日：山陽鉄道の国有化により官設鉄道の駅となる[13]。
- 1909年（明治42年）10月12日：線路名称制定。山陽本線の所属となる。
- 1942年（昭和17年）10月1日：市制施行により相生市が発足したことに伴い、駅名を相生駅に改称[1]。
- 1951年（昭和26年）
  - 12月12日：当駅を起点とする赤穂線が播州赤穂駅まで開業[10][11][13]、接続駅となる[14]。
  - 12月26日：赤穂線の姫路駅への直通運転を開始[13]。
- 1972年（昭和47年）3月15日：山陽新幹線が新大阪駅 - 岡山駅間で開業し当駅に乗り入れ[8][15]。同時に駅舎を橋上化。貨物の取扱を廃止[9]。
  - 新幹線駅が設けられた理由は、姫路駅 - 岡山駅間の駅間距離が長いことにより待避設備が必要になったと唱えた地元選出の衆議院議員（当時）の河本敏夫の政治力によるという説があるが[8]、当時の国鉄は「夜行新幹線」の単線運転[6][7]、および行き違い・夜間長時間停車のため必要と説明しており[6][7]、姫路駅には行き違いの待避用に13番線が設置されている[7]。
- 1985年（昭和60年）6月1日：荷物扱い廃止[9]。
- 1987年（昭和62年）4月1日：国鉄分割民営化に伴い、JR西日本の駅となる[13][15]。
- 1997年（平成9年）
  - 3月8日：在来線にJR神戸線標準接近メロディ「さざなみ」導入[16]。
  - 11月29日：「ひかり」の停車駅から外れる。
- 1998年（平成10年）2月26日：在来線に自動改札機を設置し、供用開始[17]。
- 2001年（平成13年）10月1日：「ひかり」の停車が復活[8][18]。
- 2003年（平成15年）11月1日：ICカード「ICOCA」の利用が可能となる（山陽本線岡山方面以外）。
- 2004年（平成16年）3月20日：エレベーター設置[要出典]。
- 2005年（平成17年）
  - 2月23日：新幹線に自動改札機を設置し、供用開始[19]。
  - 3月1日：ダイヤ改正に伴い、在来線のダイヤが、日中の山陽本線姫路方面からの列車は赤穂線播州赤穂駅への直通に置き替えられ、上郡・岡山方面の列車は当駅で折り返すようになる[20]。同時に大阪方面から赤穂線へ直通する新快速が1時間に1本設定。朝は播州赤穂駅から大阪方面、晩は大阪方面から播州赤穂の電車もすべて新快速になる。
- 2006年（平成18年）10月1日：JR京都・神戸線運行管理システム導入。
- 2015年（平成27年）3月12日：入線警告音の見直しに伴い、接近メロディをJR神戸線標準接近メロディ「さざなみ」の音質見直し版に再び変更する[21]。
- 2016年（平成28年）
  - 3月26日：ダイヤ改正に伴い、在来線のダイヤで、日中の新快速が取りやめられる。
  - 8月：駅構内にあるkioskがリニューアルにより、セブンイレブンkioskとなる[要出典]。
- 2018年（平成30年）9月15日：岡山方面でICカード「ICOCA」の利用が可能となる[22][23]。

### 駅名について
JRのみならず日本の駅を五十音順に並べると、同名駅である岐阜県の相生駅（長良川鉄道）、同音異字駅である群馬県の相老駅（わたらせ渓谷鐵道・東武鉄道）とともに一番先頭になる。
元々岐阜県の相生駅は美濃相生駅を名乗っていた。これは越美南線がかつて国鉄の路線で、同じ国鉄駅で先に開業していた当駅との名称重複を回避する意図があったためと思われる。その後、越美南線は国鉄路線としては廃止され、第三セクターの長良川鉄道に転換されるが、その際に美濃相生駅は相生駅に改称された。
また群馬県の相老駅もかつて旧国鉄足尾線（現在のわたらせ渓谷鐵道わたらせ渓谷線）が乗り入れた駅で、開業時の名称は「相生駅」であった（駅の所在地名は「相生」。現在の桐生市相生町にあたる）。「相老駅」と改称されたのは翌年である（ただし足尾線は開業当初は足尾鉄道による運営で、同社が国有化されたのは相老駅改称よりも後である）。

## 駅構造
1階が在来線用地上ホーム、2階が改札・コンコース、3階が新幹線用高架ホームである。在来線は橋上駅となっている。新幹線専用の独立した改札口は設置されておらず、一度在来線改札口を通る必要がある。
直営駅であり、みどりの窓口は改札外と新幹線乗り換え口に設置されている。また、駅スタンプが設置されている。

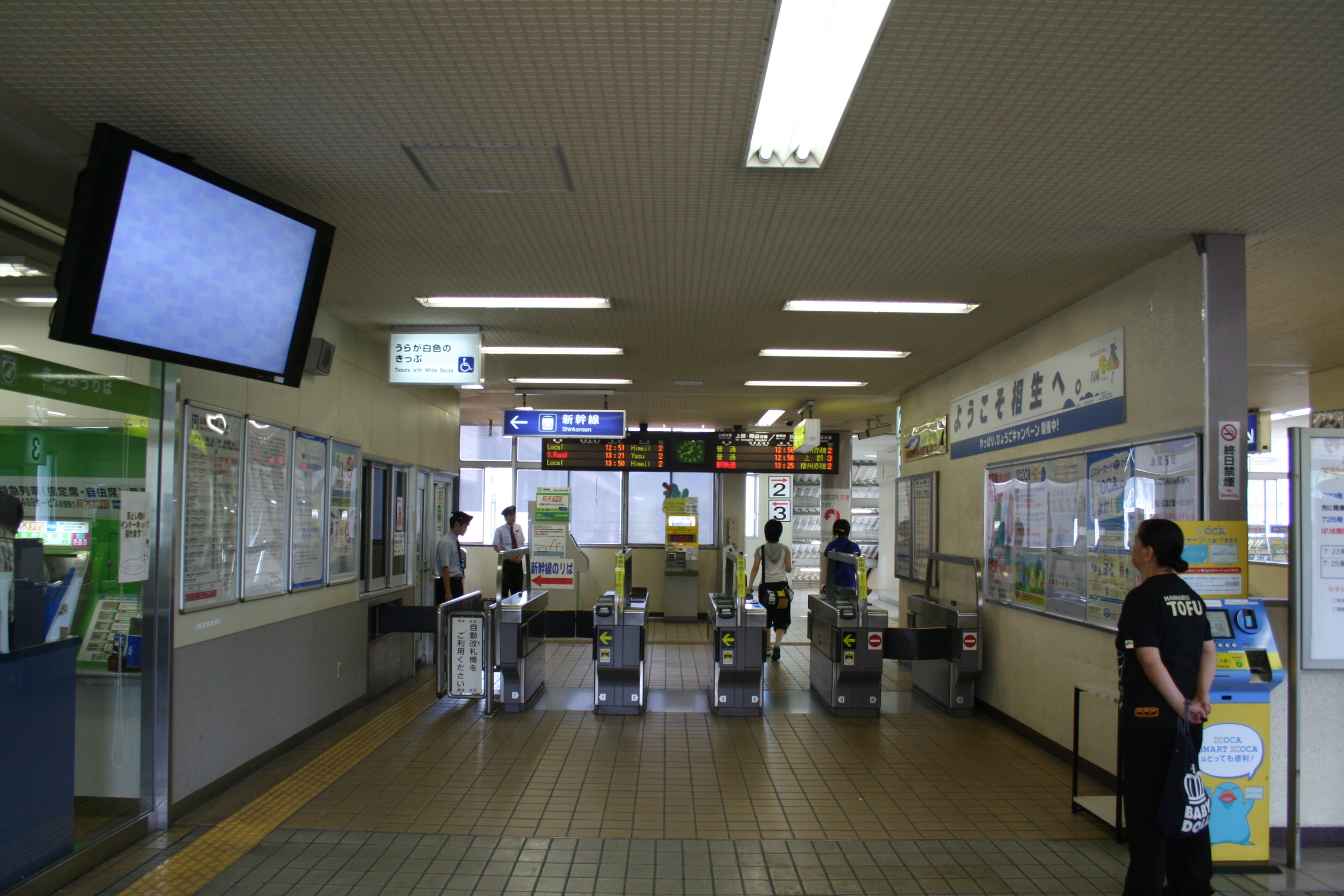
在来線改札
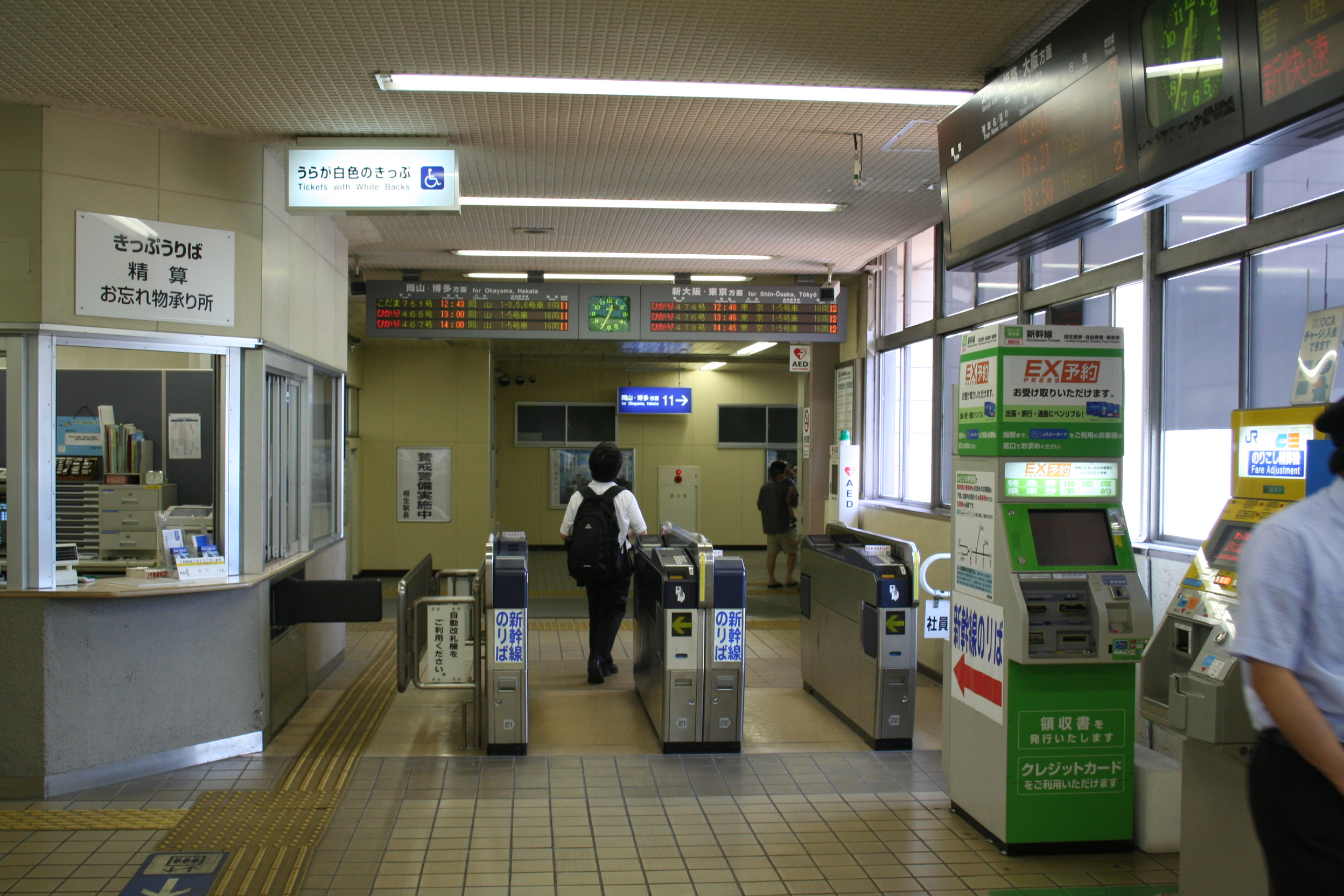
新幹線乗換改札
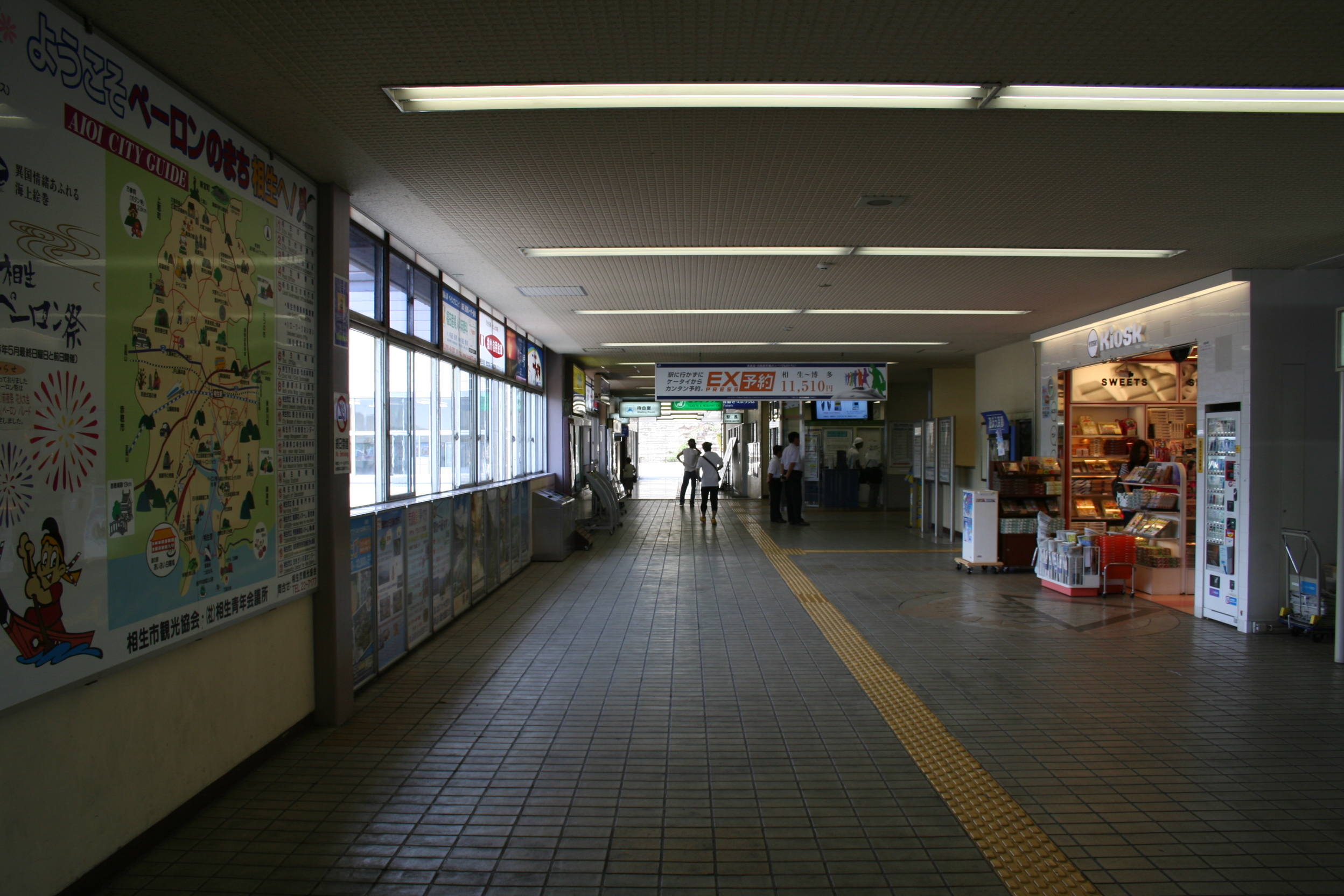
自由通路(写真にあるKioskは、現在セブンイレブンKioskになっている)

### 在来線

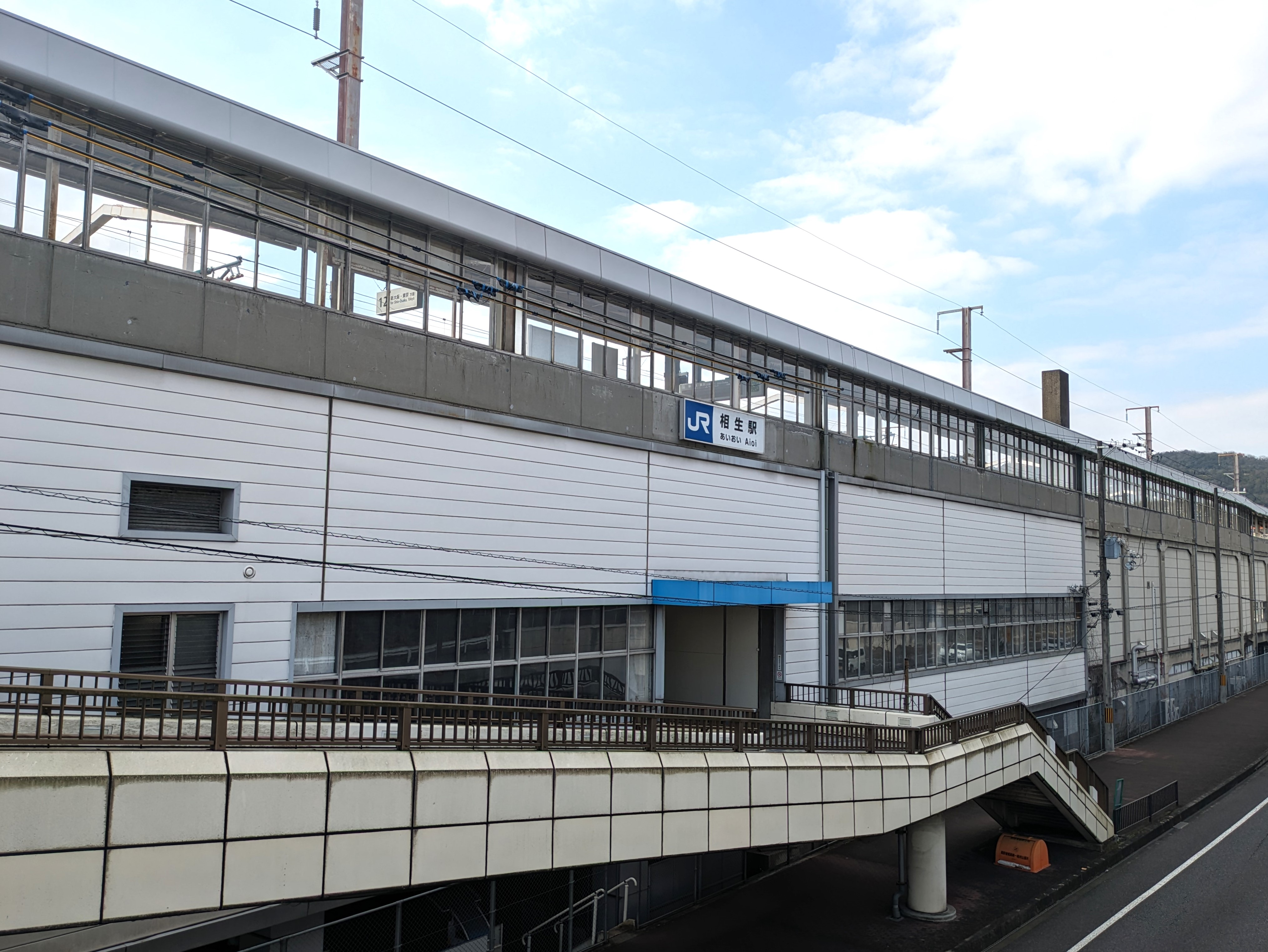
北口（2023年12月）

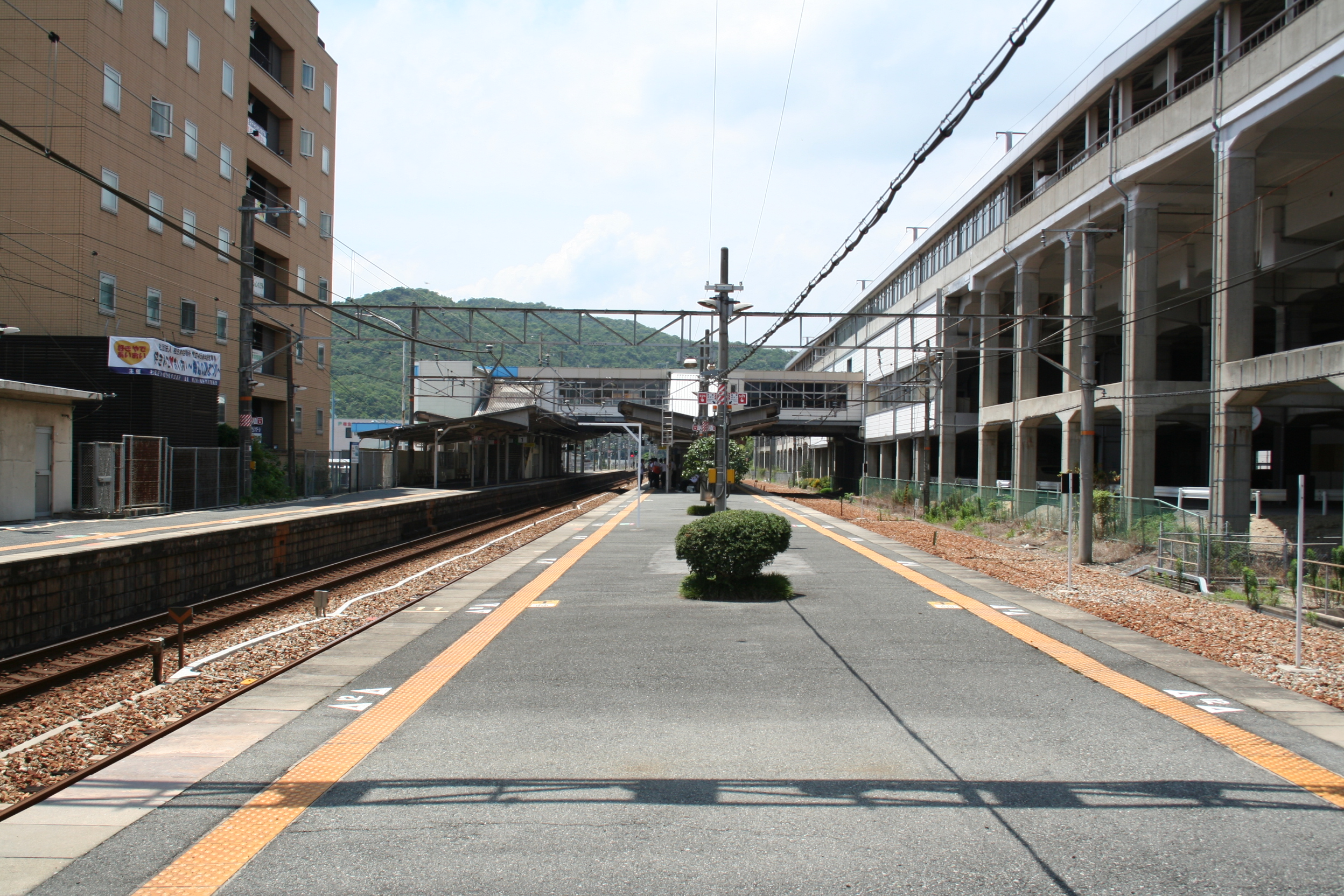
在来線ホーム（2009年7月）

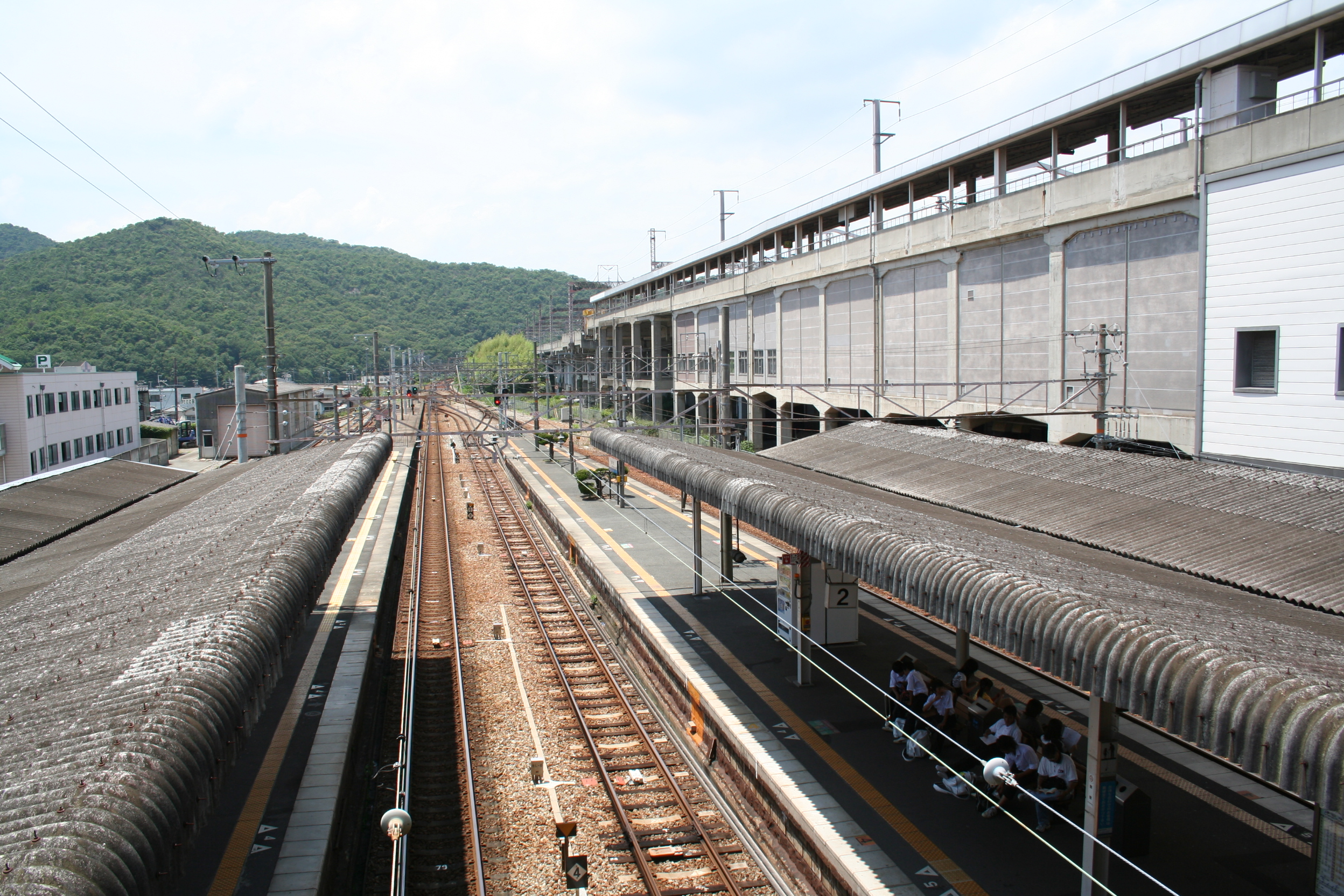
駅構内（2009年7月）

単式ホーム1面1線と島式ホーム1面2線、合計2面3線のホームを有する地上駅（橋上駅）である。1番のりばが山陽本線下り本線、2番のりばが山陽本線中線、3番のりばが山陽本線上り本線となっている。ただし、赤穂線の線路は1番のりば側からのみ分岐しているため、赤穂線からの上り列車は3番のりばへ入線できない。よって、赤穂線に入る列車については下りは1・2番のりば、上りは2番のりばへの停車に限定されている。2番のりばからはすべての方面への発車が可能である。1番のりばの南側には保線基地が併設され、赤穂線方面と直通した配線となっている。
新幹線接続駅だが、特急「スーパーはくと」は通過する（主に冬のかにカニ日帰りエクスプレス設定時に一部臨時停車が行われる 。
| のりば | 路線     | 方向 | 行先             | 備考                                      |
| ------ | -------- | ---- | ---------------- | ----------------------------------------- |
| 1      | 山陽本線 | 下り | 上郡・岡山方面   | 姫路方面からの直通                        |
| 1      | 赤穂線   | -    | 播州赤穂方面     | 朝夕のみ                                  |
| 2      | 赤穂線   | -    | 播州赤穂方面     | 日中と、朝晩の一部列車                    |
| 2      | 山陽本線 | 上り | 姫路・三ノ宮方面 | 赤穂線からの直通                          |
| 3      | 山陽本線 | 上り | 姫路・三ノ宮方面 | 上郡・岡山方面からの直通（一部2番のりば） |
| 3      | 山陽本線 | 下り | 上郡・岡山方面   | 当駅折返しのみ                            |

付記事項
- 日中時間帯は赤穂線播州赤穂方面と、山陽本線の姫路方面は直通運転をしている。その系統が上下とも2番のりばから発車し、上郡・岡山方面は当駅発着で3番のりばで折り返す。増設された渡り線を利用する。姫路方面から上郡方面、上郡方面から播州赤穂方面へ上下とも対面乗換可能なダイヤが組まれている。1番のりばは、基本的に通過列車専用となる。
- 朝・夕時間帯は姫路方面行きの列車については、赤穂線からの列車が2番のりばに、山陽本線からの列車が3番のりばに入る（一部例外あり）。

### 新幹線
相対式2面2線の高架ホームを持ち、内側に通過専用線（本線）が2線ある。なお、上下停車線をさらに1線ずつ増やして2面4線とすることも考慮に入れられている。
| のりば | 路線       | 方向 | 行先                     |
| ------ | ---------- | ---- | ------------------------ |
| 11     | 山陽新幹線 | 下り | 岡山・広島・博多方面     |
| 12     | 山陽新幹線 | 上り | 新大阪・名古屋・東京方面 |

付記事項

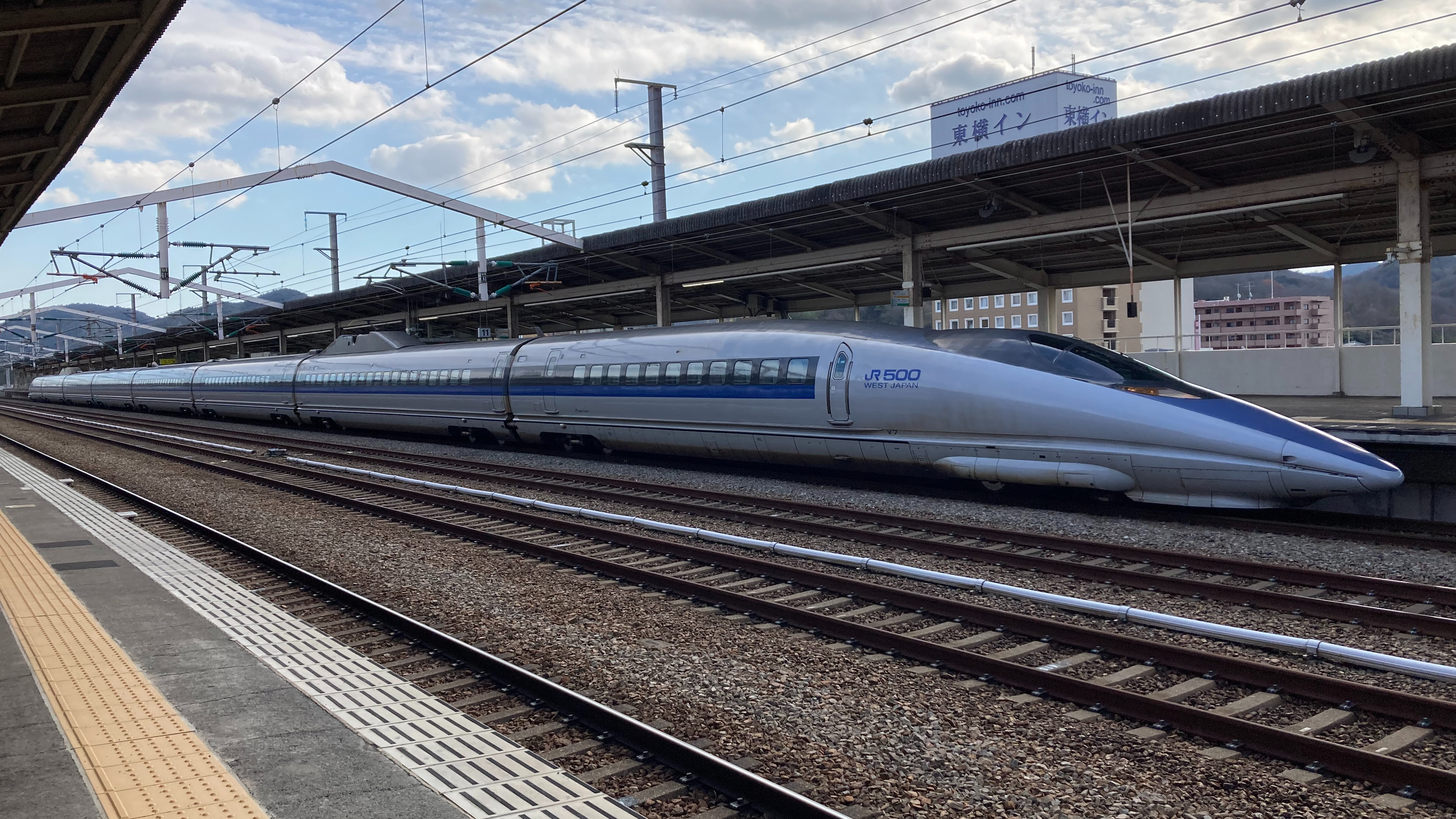
11番乗り場に停車する500系

- 1972年（昭和47年）3月15日に山陽新幹線が開業した当時は、東京駅 - 岡山駅間運転の「ひかり」[注釈 1] が1時間に1本停車していた。朝晩時間帯を中心に「こだま」が運転される場合もあった。1975年（昭和50年）3月10日の山陽新幹線全線開通に伴い、当駅に停車の「ひかり」は広島駅まで延長された[注釈 1]。
- 1980年（昭和55年）10月1日改正において、停車本数が1時間2本に増やされた。これは、従来の東京駅 - 広島駅間「ひかり」に加えて、東京駅 - 博多駅間「ひかり」[注釈 1] もしくは新大阪駅 - 博多駅間「こだま」の、どちらかが運行されるようになったためである。
- 民営化前後から平成初期にかけては山陽新幹線の「こだま」が増発され、「ひかり」の停車本数が順次削減された。1997年（平成9年）11月29日改正以降「ひかり」の停車駅からはずされたが、2001年（平成13年）10月1日に「ひかり」1往復（東京駅 - 岡山駅間）の停車を復活して[8][18]、2003年（平成15年）10月1日改正以降、姫路駅 - 博多駅間の「こだま」が岡山駅 - 博多駅間に短縮されたことを受けて、1時間1本の岡山駅発着の「ひかり」が停車するようになった[30]。
- 停車列車としては「ひかり」（岡山駅発着、一部は広島駅発着）[30]と「こだま」（時間帯によって設定なし）[30]がそれぞれ1時間に1本設定されている。

## 利用状況
「兵庫県統計書」によると、2023年（令和5年）度の1日平均乗車人員は3,993人である。
近年の1日平均乗車人員は以下の通り。
| 年度   | 1日平均 乗車人員 | 年度   | 1日平均 乗車人員 | 年度   | 1日平均 乗車人員 |
| ------ | ---------------- | ------ | ---------------- | ------ | ---------------- |
| 1995年 | 5,906            | 2005年 | 4,523            | 2015年 | 4,619            |
| 1996年 | 5,810            | 2006年 | 4,544            | 2016年 | 4,566            |
| 1997年 | 5,576            | 2007年 | 4,561            | 2017年 | 4,599            |
| 1998年 | 5,398            | 2008年 | 4,639            | 2018年 | 4,540            |
| 1999年 | 5,184            | 2009年 | 4,485            | 2019年 | 4,355            |
| 2000年 | 4,984            | 2010年 | 4,436            | 2020年 | 3,373            |
| 2001年 | 4,813            | 2011年 | 4,423            | 2021年 | 3,553            |
| 2002年 | 4,631            | 2012年 | 4,486            | 2022年 | 3,853            |
| 2003年 | 4,554            | 2013年 | 4,633            | 2023年 | 3,993            |
| 2004年 | 4,548            | 2014年 | 4,476            |        |                  |

## 駅周辺
周辺は谷間のため、住宅や商店が密集している。南口には電車利用者のための時間貸し駐車場が数多く存在する。
- 国道2号
- 相生市民病院
- 相生郵便局
- 相生警察署相生駅前交番
- 相生ステーションホテル本館・アネックス
- 東横イン相生駅新幹線口
- あいおい情報ラウンジ[32]
- ラ・ムー 相生駅前店
- 兵庫県立相生高等学校

### バス路線
路線バスは南口の乗り場から出ている。発着路線はウエスト神姫#相生地区を参照。

## 隣の駅
西日本旅客鉄道（JR西日本）
 山陽新幹線
姫路駅 - 相生駅 - 岡山駅
 山陽本線
・■普通（普通列車は明石駅から快速）
竜野駅 - 相生駅 - 有年駅
 赤穂線
■新快速・■普通（赤穂線内はすべて各駅に停車）
（竜野駅 - ）相生駅 - 西相生駅